# Bitwa pod Szawlami

Konfederacja Inflancka w 1260; poniżej zaznaczono miejsce bitwy pod Szawlami

Bitwa pod Szawlami (niem.: Schlacht von Schaulen, lit.: Saulės mūšis lub Šiaulių mūšis, łot.: Saules kauja lub Kauja pie Saulės) – starcie zbrojne, które miało miejsce 22 września 1236 pomiędzy zakonem kawalerów mieczowych a pogańskimi Zemgalami i Żmudzinami oraz posiłkami innych Bałtów.
W bitwie tej poległo ok. 50-60 rycerzy zakonu, w tym jego mistrz krajowy Wolkwin. Około 2700 krzyżowców nigdy nie powróciło z krucjaty, a ich losy są nieznane. Była to pierwsza w takiej skali klęska kawalerów mieczowych. Zakon kawalerów mieczowych, pierwszy katolicki zakon rycerski na ziemiach ludów bałtyckich, został poważnie osłabiony, niedługo potem, w 1237, jego pozostali przy życiu członkowie zgodzili się na wcielenie do zakonu krzyżackiego. Wynik bitwy skłonił podbite uprzednio przez nich ludy: Kurów, Zemgalów i Zelów, do powstania. Efekty trwającego ponad 30 lat podboju ziem leżących na lewym brzegu Dźwiny zostały zniweczone.

## Tło historyczne
Zakon kawalerów mieczowych powstał w 1202 w Rydze w celu podboju ludów bałtyckich i ich chrystianizacji. W latach 30. XIII wieku jego mistrzem został Volquin (Wolkwin). Zakon borykał się z problemami niedostatku funduszy, ludzi, a także złą reputacją. Kawalerowie mieczowi byli w kwestii terenów dzisiejszej Estonii skonfliktowani z papieżem i Świętym Cesarstwem Rzymskim, swymi największymi sprzymierzeńcami. Z końcem 1236 roku, gdy przybyli rycerze z Holsztynu, Wolkwin zażądał powierzenia mu dowództwa w bitwach. Mistrz dowodził kampanią przy asyście księcia Pskowa, podejmując wyprawę na południe przeciwko pogańskiej Żmudzi. Wcześniej tego samego roku zakon otrzymał bullę papieską, obwieszczającą krucjatę przeciwko Żmudzi i Litwie.

## Przebieg bitwy
Rycerze najechali na kilka osad Żmudzinów. Wracając na północ, natknęli się jednakże przy brodzie na ich grupę, zdeterminowaną do walki. Kawalerowie mieczowi nie chcieli podejmować ryzyka utraty koni poprzez utopienie ich w bagnach, a rycerze z Holsztyna odmówili walki pieszej, wymuszając rozbicie na noc obozowiska. Następnego ranka, w dzień św. Maurycego, przybyły do obozu główne siły Żmudzinów oraz Litwinów, prawdopodobnie pod dowództwem księcia Wikinta. Lekko opancerzone siły pogan zmusiły do ucieczki lżej opancerzonych zakonników, podczas gdy rycerze w pełnym rynsztunku, w tym i Wolkwin, polegli. Ci z rycerzy, którzy próbowali uciec do Rygi, rzekomo także zostali zabici przez pogan.
Dokładne miejsce bitwy pozostaje nieznane. Chronicum Livoniae napisana przez Hermanna de Wartberge mówi o bitwie na terram Sauleorum. Prawdopodobnie to okolice Szawli lub, co mniej prawdopodobne, miasteczko Vecsaule niedaleko Bowska, obecnie południowa Łotwa. Saule/Saulė oznacza Słońce w obydwu językach: litewskim i łotewskim.